# Kappa1 Sagittarii
Título a ser usado para criar uma ligação interna é Kappa1 Sagittarii.
Kappa1 Sagittarii ( Sagittarii) é uma estrela na direção da constelação de Sagittarius. Possui uma ascensão reta de 20h 22m 27.48s e uma declinação de −42° 02′ 57.7″. Sua magnitude aparente é igual a 5.60. Considerando sua distância de 244 anos-luz em relação à Terra, sua magnitude absoluta é igual a 1.23. Pertence à classe espectral A0V.